# Mont Monnet
Pour les articles homonymes, voir mont Monet.
Le mont Monnet est un sommet du massif du Pilat. Situé entre les départements de la Loire (commune de La Chapelle-Villars) et du Rhône (commune de Longes) en France, il domine la vallée du Rhône du haut de ses 782 mètres.